# Walter Hilton
Walter Hilton OESA (ur. 1340-1345, zm. 24 marca 1396) − angielski augustianin, mistyk, autor dzieł religijnych.